# Jordan Schakel
Jordan Schakel, né le 13 juin 1998 à Torrance en Californie, est un joueur américain de basket-ball évoluant au poste d'arrière.

## Biographie
Début mars 2022, il signe un contrat two-way en faveur des Wizards de Washington. Il est coupé fin novembre 2022.

## Palmarès

### Universitaire
- Second-team All-Mountain West (2021)

## Statistiques

### Universitaires
Les statistiques de Jordan Schakel en matchs universitaires sont les suivantes :
| Saison    | Équipe          | Matchs | Titul. | Min./m | % Tir | % 3pts | % LF | Rbds/m. | Pass/m. | Int/m. | Ctr/m. | Pts/m. |
| --------- | --------------- | ------ | ------ | ------ | ----- | ------ | ---- | ------- | ------- | ------ | ------ | ------ |
| 2017-2018 | San Diego State | 33     | 0      | 13.8   | .330  | .346   | .684 | 2.1     | .6      | .4     | .1     | 3.2    |
| 2018-2019 | San Diego State | 28     | 16     | 23.3   | .447  | .415   | .841 | 3.6     | 1.1     | .8     | .1     | 7.4    |
| 2019-2020 | San Diego State | 32     | 31     | 26.5   | .453  | .436   | .927 | 3.4     | .6      | .8     | .1     | 10.0   |
| 2020-2021 | San Diego State | 28     | 27     | 29.2   | .473  | .461   | .908 | 4.4     | 1.0     | 1.0    | .1     | 14.4   |
| Total     | Total           | 121    | 74     | 22.9   | .443  | .427   | .870 | 3.3     | .8      | .7     | .1     | 8.5    |